# Нерсак
Нерса́к (фр. Nersac) — коммуна во Франции, находится в регионе Пуату — Шаранта. Департамент — Шаранта. Входит в состав кантона Ла-Курон. Округ коммуны — Ангулем.
Код INSEE коммуны — 16244.
Коммуна расположена приблизительно в 400 км к юго-западу от Парижа, в 110 км южнее Пуатье, в 9 км к западу от Ангулема.

## Население
Население коммуны на 2008 год составляло 2343 человека.
| 1962 | 1968 | 1975 | 1982 | 1990 | 1999 | 2008 |
| ---- | ---- | ---- | ---- | ---- | ---- | ---- |
| 1774 | 1817 | 2118 | 2110 | 2433 | 2382 | 2343 |

## Климат
Климат океанический. Ближайшая метеостанция находится в городе Коньяк.
| Показатель                        | Янв. | Фев. | Март | Апр. | Май  | Июнь | Июль | Авг. | Сен. | Окт. | Нояб. | Дек. | Год   |
| --------------------------------- | ---- | ---- | ---- | ---- | ---- | ---- | ---- | ---- | ---- | ---- | ----- | ---- | ----- |
| Средний суточный максимум, °C     | 8,7  | 10,5 | 13,1 | 15,9 | 19,5 | 23,1 | 26,1 | 25,4 | 23,1 | 18,5 | 12,4  | 9,2  | 17,7  |
| Средняя температура, °C           | 5,4  | 6,7  | 8,5  | 11,1 | 14,4 | 17,8 | 20,2 | 19,7 | 17,6 | 13,7 | 8,6   | 5,9  | 12,5  |
| Средний суточный минимум, °C      | 2,0  | 2,8  | 3,8  | 6,2  | 9,4  | 12,4 | 14,4 | 14,0 | 12,1 | 8,9  | 4,7   | 2,6  | 7,8   |
| Норма осадков, мм                 | 80,4 | 67,3 | 65,9 | 68,3 | 71,6 | 46,6 | 45,1 | 50,2 | 59,2 | 68,6 | 79,8  | 80,0 | 783,6 |
| Источник: Relevé météo des Cognac |      |      |      |      |      |      |      |      |      |      |       |      |       |

## Администрация
| Период | Период | Фамилия       | Партия                    | Примечания |
| ------ | ------ | ------------- | ------------------------- | ---------- |
| 1989   | 2008   | Бернар Шарье  |                           |            |
| 2008   |        | Андре Бонишон | Союз за народное движение | фармацевт  |

## Экономика
В 2007 году среди 1497 человек в трудоспособном возрасте (15—64 лет) 1114 были экономически активными, 383 — неактивными (показатель активности — 74,4 %, в 1999 году было 72,6 %). Из 1114 активных работали 971 человек (510 мужчин и 461 женщина), безработных было 143 (64 мужчины и 79 женщин). Среди 383 неактивных 109 человек были учениками или студентами, 152 — пенсионерами, 122 были неактивными по другим причинам.

## Достопримечательности
- Приходская церковь Сен-Пьер (XII—XIII века). Исторический памятник с 1925 года[3]
- Замок Флёрак[фр.] (XVI век). Исторический памятник с 1988 года[4]
- Бывшая бумажная фабрика (XVI век), ныне Музей бумаги. Исторический памятник с 1984 года[5]
- Замок Фукоди (XVI век)

## Фотогалерея
- Церковь Сен-Пьер
- Замок Флёрак
- Бумажная фабрика
- Мэрия